# Chilo luteellus
Chilo luteellus is een vlinder uit de familie grasmotten (Crambidae). De wetenschappelijke naam is voor het eerst geldig gepubliceerd in 1866 door Motschulsky.
De soort komt voor in Europa.